# Léon Pétillon
Léon Antoine Marie Pétillon (* 22. Mai 1903 in Esneux; † 1. April 1996 in Ixelles/Elsene), gelegentlich auch Leo Pétillon, war ein belgischer Kolonialbeamter und Kolonialpolitiker. 
Ursprünglich Anwalt, wurde Pétillon 1929 bis 1938 Attaché und Kabinettschef im Kolonialministerium, gleichzeitig war er Professor an der École Coloniale. 1939 wurde er Administrator des Nationalkomitees von Kivu in der Kolonie Belgisch-Kongo, ab 1941 war er Kabinettschef im Büro des Generalgouverneurs in Leopoldville, von 1942 bis 1945 im Kolonialministerium und von 1946 bis 1949 wieder beim Generalgouverneur. Von August 1949 bis Januar 1952 war er Gouverneur des belgischen Mandatsgebiets Ruanda-Urundi, anschließend von Januar 1952 bis Juli 1958 Generalgouverneur der Kolonie Belgisch-Kongo. Danach war er von Juli bis Dezember 1958 kurzzeitig Kolonialminister in der belgischen Regierung.
In seine Amtszeit als Generalgouverneur des Kongo fiel der Besuch König Baudouins (1955) und einige verzweifelte Reformversuche zur Verlängerung der belgischen Kolonialherrschaft (1957). Pétillon prägte dabei den demagogischen Begriff des (Pseudo-)Fraternalismus, der das bisherige Kolonialprinzip des Paternalismus ersetzen sollte.
Neben zahlreichen belgischen Orden erhielt er auch italienische und portugiesische Auszeichnungen.